# 寺西成騎
寺西 成騎（てらにし なるき、2002年10月18日 - ）は、石川県能美郡根上町（現：能美市）出身のプロ野球選手（投手）。右投右打。オリックス・バファローズ所属。

## 経歴

### プロ入り前
能美市立浜小学校で3年生の時に根上学童野球クラブで野球を始める。能美市立根上中学校では軟式野球部に所属し、3年時にはBFA U-15アジア選手権の日本代表に選出された。その時のチームメイトには内山壮真（東京ヤクルトスワローズ）、根本悠楓、山城航太郎（ともに北海道日本ハムファイターズ）、平尾柊翔（くふうハヤテベンチャーズ静岡）がいる。
星稜高等学校に進学し、1年春からベンチ入り。同年夏の第100回全国高等学校野球選手権記念大会、2年春の第91回選抜高等学校野球大会、夏の第101回全国高等学校野球選手権大会に控え投手として出場した。2年夏に右肩の肩関節唇を損傷し、3年春に手術を受けた。同年は新型コロナウイルスの影響で公式戦が中止となり、県で行われた独自大会でも登板はなかった。同学年に内山壮真、1学年上に奥川恭伸、山瀬慎之助がいた。
高校卒業後は日本体育大学へ進学。投手コーチ辻孟彦からの「1、2年生は投げなくてもいい。4年生でピークを持ってきてプロに行こう。」という助言のもと、1、2年時は右肩のリハビリやトレーニングに専念した。3年春のリーグ戦で実戦復帰し、リーグ最多となる5勝、防御率0.31を記録した。4年時の2024年にはハーレムベースボールウィークの日本代表に選出された。
2024年10月24日に開催されたドラフト会議にて、オリックス・バファローズから2位指名を受けた。11月25日、契約金7000万円、年俸1100万円で入団に合意した（金額は推定）。背番号は13。担当スカウトは小林敦。

## 選手としての特徴
最速155km/hの質のいいストレートを中心に縦スライダー、カットボール、フォーク、カーブを投げ分ける。

## 家族
3歳上の兄・建も野球選手で、星稜高等学校時代に第98回全国高等学校野球選手権大会に出場した。

## 詳細情報

### 記録

#### 初記録
投手記録
- 初登板・初先発登板：2025年5月15日、対北海道日本ハムファイターズ12回戦（エスコンフィールドHOKKAIDO）、3回無失点[10]
- 初奪三振：同上、2回裏に進藤勇也から空振り三振[10]
- 初勝利・初先発勝利：2025年6月13日、対読売ジャイアンツ1回戦（京セラドーム大阪）、5回1失点[11][注 1]

### 背番号
- 13（2025年[6] - ）

### 代表歴
- 2017年 第9回 BFA U-15アジア選手権大会 日本代表
- 2024年 ハーレムベースボールウィーク 日本代表